# Транспозон
Транспозоните представляват ДНК-секвенции, които могат да се движат в рамките на генома на една отделна клетка, заемайки различни позиции в него. Процесът се нарича транспозиция. Транспозоните може да доведат до мутации и промени в количеството на ДНК в генома.